# Andrew Moray
Andrew Moray (em francês normando: Andreu de Moray; em latim: Andreas de Moravia), também conhecido como Andrew de Moray, Andrew of Moray ou Andrew Murray, foi um proeminente líder militar durante a Primeira Guerra de Independência da Escócia. Ele liderou uma revolta no norte da Escócia no verão de 1297 contra o rei Eduardo I da Inglaterra, conquistando vitórias e terras para o rei escocês João Balliol. Ele, subsequentemente, uniu forças com William Wallace e juntos levaram os escoceses a vitória na Batalha de Stirling Bridge. Moray foi mortalmente ferido, falecendo após o combate em uma data desconhecida, nos tardios meses de 1297.